# William Jenner
Pour les articles homonymes, voir Jenner.

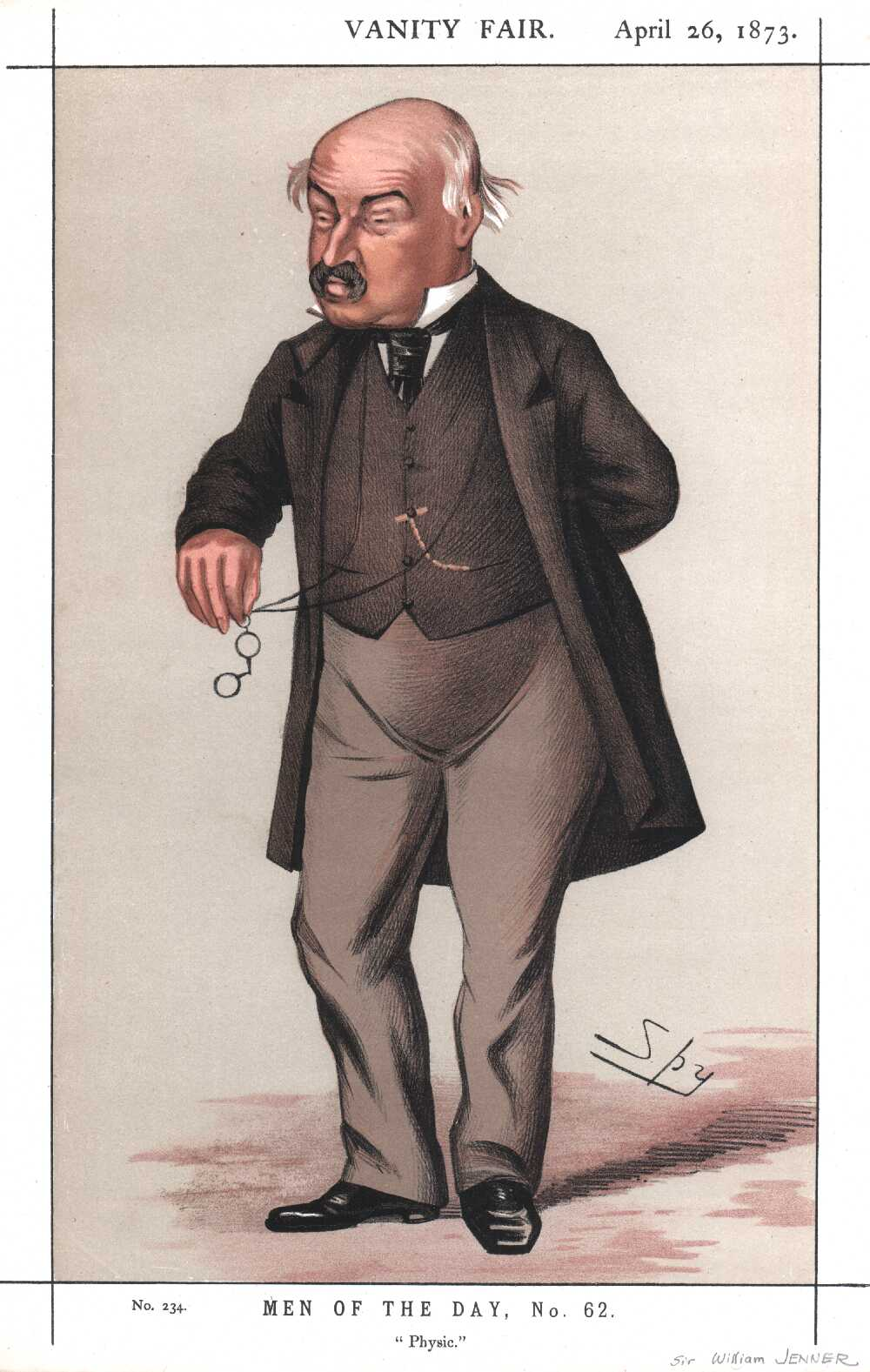
Caricature de William Jenner parue dans Vanity Fair

William Jenner, né le 30 janvier 1815 et mort le 11 décembre 1898, est un médecin britannique essentiellement connu pour être le premier à avoir fait la distinction entre la fièvre typhoïde et le typhus transmis par les poux.
William Jenner devient membre de la Royal Society le 2 juin 1864.